# Molophilus bickeli
Molophilus bickeli är en tvåvingeart som beskrevs av Günther Theischinger 1992. Molophilus bickeli ingår i släktet Molophilus och familjen småharkrankar. Inga underarter finns listade i Catalogue of Life.